# Kasteel van Craincourt
Het Kasteel van Craincourt (Frans: Château de Craincourt) is een kasteel in de Franse gemeente Craincourt. Het kasteel is een beschermd historisch monument sinds 1991.